# Артур Хоза
Артур Хоза (англ. Arthur Ray Vuyisile Khoza) (19 березня 1939 — 2004) — політик та дипломат Есватіні. Віце-прем'єр-міністр, міністр закордонних справ Есватіні (1995—1998). Був Головним секретарем Міністерства сільського господарства та кооперативів до 1983 року. Був постійним секретарем юстиції Свазіленду.
Був виконувачем обов'язків Прем'єр-міністра Свазіленду (2002).
|  | «Мільйони людей лягають спати з порожніми животами, і ми — як лідери — повинні виробити регіональну політику, яка допоможе щось з цим зробити», — заявив виконувач обов'язків прем'єр-міністра Свазіленду Артур Хоза |